# Campionat d'Europa de motocròs 1952
La temporada de 1952 del Campionat d'Europa de motocròs fou la 1a edició d'aquest campionat, organitzat per la FIM. El calendari oficial constava de 6 Grans Premis, celebrats entre l'1 de juny i el 13 de setembre.
El campionat era limitat a una única cilindrada, 500 cc, i -tal com estava establert per al Campionat del Món de velocitat de 500cc- les plaques porta-números de la motocicleta havien de ser grogues amb els números negres, tot i que inicialment se n'admetien també de blanques amb números negres.
Fins a la instauració del Campionat d'Europa, la principal competició internacional de motocròs havia estat el Motocross des Nations, creat el 1947 i destinat a equips estatals.

## Sistema de puntuació
Barem de puntuació de 1952 a 1969:
| Posició | 1 | 2 | 3 | 4 | 5 | 6 |
| Punts   | 8 | 6 | 4 | 3 | 2 | 1 |

| Resultats que computen                         |
| 1/2 + 1 dels GP (cal acabar-hi les 2 mànegues) |

## Classificació final
| Posició | Pilot                 | Motocicleta | Punts          |
| ------- | --------------------- | ----------- | -------------- |
| 1       | Victor Leloup         | Saroléa     | 28 net/35 brut |
| 2       | Auguste Mingels       | Matchless   | 20             |
| 3       | John Avery            | BSA         | 12             |
| 4       | Marcel Cox            | Matchless   | 11             |
| 5       | Nic Jansen            | Saroléa     | 10             |
| 6       | André Van Heuverzwijn | Saroléa     | 8              |
| 6       | Brian Stonebridge     | BSA         | 8              |
| 8       | Hans Danielsson       | BSA         | 7              |
| 9       | Basil Hall            | BSA         | 6              |
| 9       | Phil Nex              | BSA         | 6              |
| 11      | Frans Baudoin         | Matchless   | 5              |

1. ↑  Segons altres fonts, Leloup guanyà el campionat amb una FN.

## Resum: Podi final 1952
|           | 500 cc          |           |
| Campió    | Victor Leloup   | Saroléa   |
| Subcampió | Auguste Mingels | Matchless |
| Tercer    | John Avery      | BSA       |